# Конрид, Генрих
Ге́нрих Ко́нрид (нем. Heinrich Conried; 3 сентября 1855, Бельско-Бяла, — 27 апреля 1909, Мерано) — актёр, импресарио, театральный режиссёр, директор Метрополитен-опера в период с 1903 по 1908 год.

## Биография

### Рождение, юность в Австрии и Германии

Генрих Конрид в роли Франца Моора в «Разбойниках» Шиллера

Генрих Конрид родился в 1855 году в городке Бельско-Бяла, что находился в Австрийской Силезии (ныне Польша). Происходил из еврейской семьи. С ранних лет у мальчика наметился интерес к театру. В период обучения Конрида в Вене, живое участие в судьбе юноши принял немецкий актёр и директор венского Бургтеатра Аугуст Фёрстер, поверивший в талант Конрида. В течение нескольких лет Фёрстер занимался с Конридом актёрским мастерством, попутно предоставляя ему эпизодические роли. В результате интенсивной работы Конрид стал полноправным актёром венского Бургтеатра 9 февраля 1873 года.
В 1877 году, когда Конриду был всего 21 год, ему удалось проявить свои организаторские способности особенно ярко — молодому актёру предложили директорский пост в Бременском городском театре (нем. Bremer Stadttheater). Шумный успех Конрида, добившегося исправления финансового положения театра, привлёк внимание различных театральных интендантов, среди которых был Адольф Нойендорф — разносторонний деятель культуры, бывший также дирижёром и композитором. Именно Нойендорф предложил Конриду переехать в Нью-Йорк с тем, чтобы занять там пост режиссёра-постановщика в Немецком театре. Конрид дал своё согласие на работу с Нойендорфом и вскоре покинул Германию.

### Нью-Йорк, становление
Конрид проработал в театре у Нойендорфа только один сезон 1878—1879 годов, однако, надо полагать, кипучая музыкальная деятельность Нойендорфа оказала на Конрида влияние: не случайно кульминацией карьеры Конрида станет пост директора Метрополитен-опера. Как известно, Нойендорф явился дирижёром-первооткрывателем для американской публики, впервые представившим ей такие сочинения, как «Франческа да Римини» П. И. Чайковского и Вторая симфония И. Брамса. Отдельного внимания заслуживает факт первого исполнения Нойендорфом в Америке двух вагнеровских опер: «Лоэнгрина» и «Валькирии». Конрид, в свою очередь, активно расширял театральный и опереточный репертуар. Об этом свидетельствует выдержка из его обширной корреспонденции в период 1980-х годов.

### Талиа-театр
В сезоне 1879—1880 годов Конрид перешёл в только что реорганизованный Талиа-театр (англ. Thalia Theatre, ныне Bowery Theatre). В период 1880—1990 годов Конрид интенсивно работал во множестве театров, развивая артистические контакты и обогащая театральный репертуар. Так, Конрид работал у Густава Амберга, заведовавшего немецкоязычным театром Amberg's German Theatre. Совместно с Лео Гольдмарком Конрид располагал эксклюзивными правами на исполнение немецких и австрийских оперетт и пьес. Параллельно Конрид основал Школу актёрского мастерства для обеспечения немецкоязычных постановок актёрским составом.
Интерес Конрида к музыкальным спектаклям был значительным: с одним только Францем фон Зуппе был заключён контракт на постановку его 19 оперетт. Среди осуществлённых постановок в Талиа-театре при участии Конрида: «Полковой проповедник» (нем. Der Feldprediger) и «Нищий студент» (нем. Der Bettelstudent) Карла Миллёкера; «Нанон» (Nanon) Рихарда Женe; «Боккаччо» (Boccaccio), «Фатиница» (Fatiniza) и «Путешествие в Африку» (нем. Die Afrikareise) Франца фон Зуппе, наконец, «Вольный стрелок» (нем. Der Freischutz) Карла Марии фон Вебера.
В сезоне 1885—1886 годов Конрид познакомил нью-йоркскую публику с «Летучей мышью» Иоганна Штрауса и «Свадьбой Фигаро» В. А. Моцарта. Помимо этого, состоялась американская премьера «Цыганского барона» И. Штрауса.
Современная драма также была представлена в театре.
В сезоне 1891—1892 годов Нью-Йорк по приглашению Конрида посетила знаменитая труппа Мейнингенского театра, постоянно гастролировавшая по всей Европе. С участием этой труппы была дана бытовая драма Герхарта Гауптмана «Перед восходом солнца» (нем. Vor Sonnenaufgang).

### Театр Ирвинг-плейс

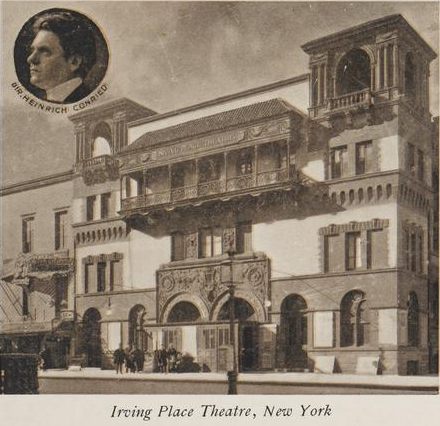
Театр Irving Place в Нью-Йорке. С почтовый карточки, около 1901 года

Конфликт Конрида с Амбергом привёл к тому, что Amberg's German Theatre был переименован Конридом в Ирвинг-плейс театр (англ. Irving Place Theatre) в 1893 году. Уже в 1890-х годах театр испытывал финансовые затруднения, что послужило причиной ухода Амберга. Конриду удалось убедить Уильяма Стейнвея в том, что он сможет вывести театр из кризиса и даже повернуть дела в прибыльное русло. Конрид, используя накопившийся опыт и связи, стал активно привлекать новых актёров. Только за год (1893—1894) он пересёк Атлантику 64 раза. Как пишет исследователь Дж. Кёгель, «Конрид желал избежать чрезмерности появления на сцене высокооплачиваемых звёзд, перемежая современную и классическую драму с популярными комедиями, не забывая также и об оперетте».
Театральные новинки, появлявшиеся в Берлине, шли синхронно в Нью-Йорке, благодаря стараниям Конрида. Среди авторов были такие драматурги, как Гауптман и Шницлер. Однако, он не забывал о классической традиции: ежегодно устраивались фестивали в честь Шиллера. Конрид добился сотрудничества с университетами с тем, чтобы в театр направляли студентов. Вскоре его театр стал одним из интеллектуальных и образовательных центров Нью-Йорка, известным за пределами Америки. Как свидетельствует биограф Конрида Йонас Мозес, «ни в одном другом месте в Америке не было отдано такого предпочтения Гёте, [как в Irving Place Theatre]. Проявлением подлинной артистической смелости можно считать постановку обеих частей „Фауста“ в одном сезоне. В этом театре публика была приучена к внимательному восприятию литературы».

### Метрополитен-опера
В 1903 году Конрид получил приглашение на пост директора Метрополитен-опера. За плечами Конрида был более чем 20-летний опыт работы в драматических театрах, но работать в опере ему еще не приходилось. В годы руководства Конрида театр во многом преобразился, как внешне (была полностью перестроена сцена), так и внутренне (Конрид формировал репертуарную политику, активно выступая в роли импресарио).

### Кончина
В 1907 году у Конрида стало ухудшаться здоровье. Многочисленные скандалы, сопровождавшие постановку «Саломеи», а также толки вокруг приглашения Карузо серьезным образом воздействовали на Конрида. Кроме того, он подвергался критике со стороны коллег. Эти обстоятельства вынудили его покинуть пост директора Метрополитен-опера 1 мая 1908 года. Вскоре после ухода из Мет Конрид покинул Америку и поселился в Европе: некролог сообщает о его пребывании в районе люцернского озера. Генрих Конрид умер 27 апреля 1909 года в австрийском  курортном городке Меран (после Первой мировой войны —  территория Италии) от апоплексического удара.

## Руководство Метрополитен-опера
Первым крупным событием, ознаменовавшим собой начало директорства Конрида в Метрополитен-опера, стала постановка «Парсифаля» 24 декабря 1903 года, первая в сценической истории оперы Вагнера постановка за пределами Байройта, осуществленная вопреки желанию Козимы Вагнер. По мнению М. Сэффла, «„Парсифаль“ Конрида был не только победой с точки зрения амбиций Америки и её артистического достоинства. Это была также победа собственно вагнеровской музыкальной драмы и идеи Gesamtkunstwerk». Дирижировал американской премьерой Альфред Герц, а на одной из репетиций, среди прочих, присутствовал Феликс Мотль.
Специально для постановки «Парсифаля» сцена Метрополитен-опера была кардинальным образом перестроена: обновленная система механизмов позволяла быстрее менять декорации, а режиссёр-постановщик мог воплотить в жизнь самые смелые замыслы.
Другим крупным событием явилась скандальная постановка 22 января 1907 года «Саломеи» Рихарда Штрауса. Дальнейшие постановки «Саломеи» в Метрополитен-опера были запрещены по настоянию Дж. П. Моргана. Как известно, её в эти годы запрещали повсеместно. Как пишет Ла Гранж, «Конрид надеялся переиграть Хаммерштейна [миллионера, открывшего свой собственный оперный театр] и сорвать успех благодаря „Саломее“».

#### Энрико Карузо
Ещё до назначения директором Метрополитен-опера Конрид по поручению своего предшественника на директорском посту Мориса Гроу от имени театра вёл переговоры с Паскуале Симонелли о контракте с Энрико Карузо. 
О некоторых деталях приглашения Карузо в Метрополитен пишет исследователь истории оперы А.К. Булыгин: «С нью-йоркской стороны выступал преемник Мориса Гроу — немецкий эмигрант Генрих Конрид, в прошлом венский актёр и менеджер, который должен был взять на себя управление театром в сезоне 1903/04 года. <...> К тому времени, когда Конрид начал вести переговоры с Карузо через Симонелли, он уже имел самые лестные отзывы о теноре и от Антонио Скотти, и от американских любителей оперы, которые в Европе были свидетелями триумфов тенора. Кроме того, он послушал запись Vesti la giubba, которую Симонелли ему продемонстрировал. Конрид был впечатлен, равно как и Симонелли<...>». Kонтракт на выступления в Метрополитен-опера стал вехой в карьере великого тенора.

#### Густав Малер
Генрих Конрид был инициатором заключения контракта с Густавом Малером и специально встретился с композитором и дирижёром в Берлине. В 1907 году атмосфера, сложившаяся вокруг него в Вене, заставила Малера покинуть Придворную оперу. Необычайно привлекательное в финансовом отношении приглашение в Метрополитен-опера позволило ему выйти и трудного положения. С 1908 по 1910 год Малер поставил в Метрополитен-опера ряд спектаклей, среди которых «Пиковая дама» П.И. Чайковского и «Проданная невеста» Б. Сметаны.

### Критика
По мнению Йозефа Горовица, приход Конрида к руководству Метрополитен-опера стал для театра неудачей: «Конрид приехал в Нью-Йорк как актер, став впоследствии менеджером в мелком немецком театре и опереттах. В оперный менеджмент он привнес разнузданную дерзость, инстинкты дельца и неотесанное невежество». Исследователь считает, что Конрид относился к Карузо как к инвестиции и в погоне за прибылью старался как можно чаще ставить Карузо в программу.

## Воспоминания современников
Из воспоминаний пианиста Артура Рубинштейна:

Генрих Конрид, немец, церемонно принял нас в своем кабинете. Он был необычайно доволен собой и чувствовал себя исключительно важной персоной. Польщенный энтузиазмом, выраженным мной в отношении Карузо, он спросил меня:
— Может быть, вы слышали в последнее время в Европе каких-нибудь хороших певцов?
— Я знаю только одного, — ответил я, — и это гений: русский бас Фёдор Шаляпин.
Директор с некоторой издевкой рассмеялся:
— Мой юный друг, — сказал он мне по-немецки, — мне известно, что он недурен; но после Эдварда Решке ни один бас не может рассчитывать на успех в Нью-Йорке.
Я не стал спорить; понадобились годы, чтобы Фёдор Шаляпин завоевал Америку…